# Bosnisch-herzegowinischer Fußball-Cup 2016/17
Der bosnisch-herzegowinische Fußballpokal 2016/17 (in der Landessprache Kup Bosne i Hercegovine) wurde zum 23. Mal ausgespielt. Sieger wurde der NK Široki Brijeg, der sich im Finale gegen den FK Sarajevo durchsetzte.
In der 1. Runde fand nur ein Spiel statt, ab dem Achtelfinale gab es in jeder Runde je ein Hin- und Rückspiel. War ein Elfmeterschießen nötig, geschah dies ohne vorherige Verlängerung. Der Sieger qualifizierte sich für die zweite Qualifikationsrunde zur UEFA Europa League 2017/18.

## Teilnehmende Mannschaften
Für die erste Runde waren folgende 32 Mannschaften sportlich qualifiziert:
| Premijer Liga 12 Vereine der Saison 2016/17 | Erste Liga FBiH 11 Vereine der Saison 2016/17 | Erste Liga RS 7 Vereine der Saison 2016/17                                                                                           |
| NK Čelik Zenica FK Mladost Doboj Kakanj NK Metalleghe-BSI NK Široki Brijeg FK Krupa na Vrbasu FK Olimpik Sarajevo FK Radnik Bijeljina (TV) FK Sarajevo FK Sloboda Tuzla NK Vitez HŠK Zrinjski Mostar FK Željezničar Sarajevo | NK Bratstvo Gračanica FK Bosna Sema HNK Čapljina FK Goražde NK GOŠK Gabela HNK Orašje FK Radnički Lukavac FK Rudar Kakanj NK Travnik FK Velež Mostar NK Zvijezda Gradačac | FK Borac Banja Luka FK Drina Zvornik FK Kozara Gradiška FK Podrinje Janja FK Rudar Prijedor FK Slavija Sarajevo FK Sloboda Novi Grad |
| | Zweite Liga FBiH 1 Verein der Druga Liga FBiH 2016/17 | Regionalliga der Republika Srpska 1 Verein der Saison 2016/17                                                                        |
| | NK Brotnjo Čitluk (Staffel Süd) | FK Karanovac (Staffel West) |

## 1. Runde
Die Spiele fanden am 21. September 2016 statt.
|                         | Ergebnis        |                         |
| ----------------------- | --------------- | ----------------------- |
| FK Goražde              | 1:1 (4:3 i. E.) | NK Zvijezda Gradačac    |
| FK Slavija Sarajevo     | 0:0 (5:4 i. E.) | NK Vitez                |
| FK Kozara Gradiška      | 0:0 (3:2 i. E.) | FK Olimpik Sarajevo     |
| FK Rudar Kakanj         | 5:1             | FK Sloboda Novi Grad    |
| FK Radnički Lukavac     | 3:1             | FK Drina Zvornik        |
| NK Čelik Zenica         | 1:1 (4:5 i. E.) | FK Bosna Sema           |
| HNK Orašje              | 3.2             | FK Karanovac            |
| NK Metalleghe-BSI       | 1:2             | FK Velež Mostar         |
| FK Podrinje Janja       | 0:1             | FK Sloboda Tuzla        |
| FK Krupa na Vrbasu      | 1:3             | NK Travnik              |
| NK Brotnjo Čitluk       | 0:7             | FK Željezničar Sarajevo |
| NK Široki Brijeg        | 5:0             | HNK Čapljina            |
| FK Mladost Doboj Kakanj | 1:0             | FK Rudar Prijedor       |
| NK GOŠK Gabela          | 0:1             | FK Radnik Bijeljina     |
| HŠK Zrinjski Mostar     | 5:0             | FK Borac Banja Luka     |
| FK Sarajevo             | 2:0             | NK Bratstvo Gračanica   |

## Achtelfinale
Die Hinspiele fanden am 18., und 19. Oktober 2016 statt, die Rückspiele am 25. und 25. Oktober 2016.
|                         | Gesamt |                     | Hinspiel | Rückspiel |
| ----------------------- | ------ | ------------------- | -------- | --------- |
| FK Bosna Sema           | 8:3    | FK Radnički Lukavac | 6:0      | 2:3       |
| FK Mladost Doboj Kakanj | 8:1    | FK Slavija Sarajevo | 6:1      | 2:0       |
| FK Sloboda Tuzla        | 1:2    | NK Široki Brijeg    | 1:0      | 0:2       |
| FK Sarajevo             | 8:1    | FK Kozara Gradiška  | 3:1      | 5:0       |
| FK Željezničar Sarajevo | 8:1    | FK Goražde          | 5:1      | 3:0       |
| HNK Orašje              | 2:4    | NK Travnik          | 1:1      | 1:3       |
| HŠK Zrinjski Mostar     | 5:1    | FK Velež Mostar     | 3:0      | 2:1       |
| FK Rudar Kakanj         | 1:6    | FK Radnik Bijeljina | 0:1      | 1:5       |

## Viertelfinale
Die Hinspiele fanden am 8. März 2017 statt, die Rückspiele am 15. März 2017.
|                         | Gesamt |                         | Hinspiel | Rückspiel |
| ----------------------- | ------ | ----------------------- | -------- | --------- |
| FK Mladost Doboj Kakanj | 9:5    | FK Bosna Sema           | 6:3      | 3:2       |
| HŠK Zrinjski Mostar     | 0:3    | NK Široki Brijeg        | 0:2      | 0:1       |
| FK Radnik Bijeljina     | 2:4    | FK Željezničar Sarajevo | 2:2      | 0:2       |
| FK Sarajevo             | 4:2    | NK Travnik              | 2:0      | 2:2       |

## Halbfinale
Die Hinspiele fanden am 12. April 2017 statt, die Rückspiele am 19. und 26. April 2017.
|                  | Gesamt |                         | Hinspiel | Rückspiel |
| ---------------- | ------ | ----------------------- | -------- | --------- |
| FK Sarajevo      | 4:3    | FK Mladost Doboj Kakanj | 1:1      | 3:2       |
| NK Široki Brijeg | 4:0    | FK Željezničar Sarajevo | 1:0      | 3:0       |

## Finale

### Hinspiel
| Paarung          | FK Sarajevo – NK Široki Brijeg |
| Ergebnis         | 0:1 (0:1) |
| Datum            | 10. Mai 2017 um 18:00 Uhr |
| Stadion          | Stadion Asim Ferhatović Hase, Sarajevo |
| Zuschauer        | 7.000 |
| Schiedsrichter   | Ognjen Valjić |
| Tore             | 0:1 Josip Barišić (45.) |
| FK Sarajevo      | Bojan Pavlović – Dušan Hodžić, Saša Novaković, Adnan Kovačević, Almir Bekić – Elvis Sarić, Marko Miholević (66. Samir Radovac) – Anel Hebibović (59. Amer Bekić), Haris Duljević (69. Perica Ivetić), Nermin Crnkić – Mersudin Ahmetović Cheftrainer: Mehmed Janjoš |
| NK Široki Brijeg | Luka Bilobrk – Josip Ćorluka, Boris Pandža, Josip Barišić, Slavo Bralić, Stipo Marković – Stjepan Lončar (82. Danijel Kozul), Dejan Čabraja (90. Slavko Brekalo), Damir Zlomislić – Luka Menalo (84. Jure Ivanković), Ivan Krstanović Cheftrainer: Goran Sablić     |
| Gelbe Karten     | Mersudin Ahmetović, Dušan Hodžić – Luka Menalo, Boris Pandža, Josip Ćorluka, Stjepan Lončar |

### Rückspiel
| Paarung          | NK Široki Brijeg – FK Sarajevo |
| Ergebnis         | 0:1 (0:0), 4:2 i. E. |
| Datum            | 17. Mai 2017 um 20:00 Uhr |
| Stadion          | Pecara-Stadion, Široki Brijeg |
| Zuschauer        | 5.000 |
| Schiedsrichter   | Edin Jakupović |
| Tore             | 0:1 Amer Bekić (65.) Elfmeterschießen: Ivan Krstanović (gehalten) Said Husejinović (verschossen) 1:0 Jure Ivanković 1:1 Almir Bekić 2:1 Josip Barišić Edin Rustemović (verschossen) 3:1 Dino Ćorić 3:2 Mersudin Ahmetović 4:2 Dejan Čabraja                                           |
| NK Široki Brijeg | Luka Bilobrk – Josip Ćorluka (90. Jure Ivanković), Josip Barišić, Boris Pandža, Stipo Marković – Stjepan Lončar, Slavo Bralić, Damir Zlomislić (80. Danijel Konzul) – Ivan Krstanović, Dejan Čabraja – Wagner Santos Lago (66. Dino Ćorić) Cheftrainer: Goran Sablić                  |
| FK Sarajevo      | Bojan Pavlović – Dušan Hodžić, Marko Miholević, Saša Novaković, Adnan Kovačević, Almir Bekić – Elvis Sarić, Perica Ivetić (90. Edin Rustemović) – Anel Hebibović (59. Mersudin Ahmetović), Haris Duljević, Nermin Crnkić (90. Said Husejinović) – Amer Bekić Cheftrainer: Senad Repuh |
| Gelbe Karten     | Damir Zlomislić, Stjepan Lončar, Slavo Bralić, Ivan Krstanović, Dino Ćorić – Perica Ivetić |